# 橄欖枝請願書

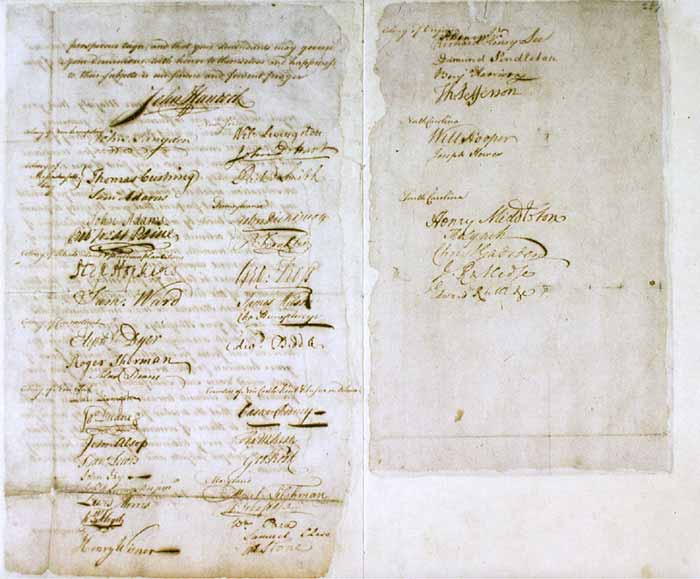
橄欖枝的申请

橄榄枝請願書（英語：Olive Branch Petition）是1775年7月5日由第二次大陸會議通過的一項文件，该文件被認為是避免大不列顛王國和由大陸會議所代表的北美十三殖民地之間發生全面戰爭的最後努力。大陸會議此前已經授權侵入加拿大超過一周，但這份請願書仍然申明北美殖民者們效忠于大不列顛王國，並懇求英王喬治三世阻止雙方間的進一步衝突。7月8日，請願書被送往倫敦。然而，在一份名为《關於拿起武器的原因及必要性聲明》的文件在7月6日發布後，請願書在倫敦并未取得顯著成效。 1775年8月，大不列顛王國以《叛亂公告》正式宣佈十三殖民地爲叛亂狀態，並駁回了這封請願書。此外，喬治三世也已經在宣告叛亂前以個人身份拒絕接收請願書。